# 피셔 빙하
피셔 빙하(독일어: Fieschergletscher)는 스위스 발레주의 베른 알프스 남쪽에 있는 계곡 빙하이다. 길이가 16km인 이 빙하는 알프스에서 알레치 빙하에 이어 두 번째로 긴 빙하이다. 빙하의 면적은 33k㎡이다.
피셔 빙하의 시작점은 해발 4,000m이며 피셔호른의 동쪽 경사면에 있으며, 서쪽으로는 그륀호른 및 그로스 바넨호른이, 동쪽으로는 핀스터아어호른이 있다.
아래쪽 섹션에서 피셔 빙하는 그로스 바넨호른과 바젠호른 사이의 깊은 계곡을 통해 남쪽으로 흐른다. 여름에는 적설층이 녹으면서 주변 산의 가파른 비탈에서 오는 암석으로 덮여 있어 회색빛을 띤다. 빙하 혀의 끝은 해발 약 1,700m에 있다.
피셔 빙하 위 약 100m에 있는 핀스터아어호른의 남서쪽 경사면에서 스위스 알파인 클럽의 핀스터아어호른 산장(해발 3,048m)는 뢰첸탈 또는 융프라우요흐에서 그림젤 고개로 출발하는 노선의 중간역으로 자주 사용된다.

이 지도는 오른쪽 아래에 피셔 빙하가 있고, 바로 위에 핀스터아어호른 산장이 있고 중앙에 그린델발트-피셔 빙하가 있다.
이 빙하는 그린델발트 근처에 위치한 피셔회르너 북쪽에 있는 같은 이름의 그린델발트-피셔 빙하와 혼동되어서는 안 된다.

## 같이 보기
- 스위스 알프스